# Achrysocharoides platanoidae
Achrysocharoides platanoidae är en stekelart som beskrevs av Christer Hansson och Shevtsova 2010. Achrysocharoides platanoidae ingår i släktet Achrysocharoides, och familjen finglanssteklar. Arten är reproducerande i Sverige.